# Ferness
Ferness är en by i Highland i Skottland. Byn är belägen 8 km 
från Nairn. Orten har 259 invånare (2011).